# Janusz Pezda (samorządowiec)

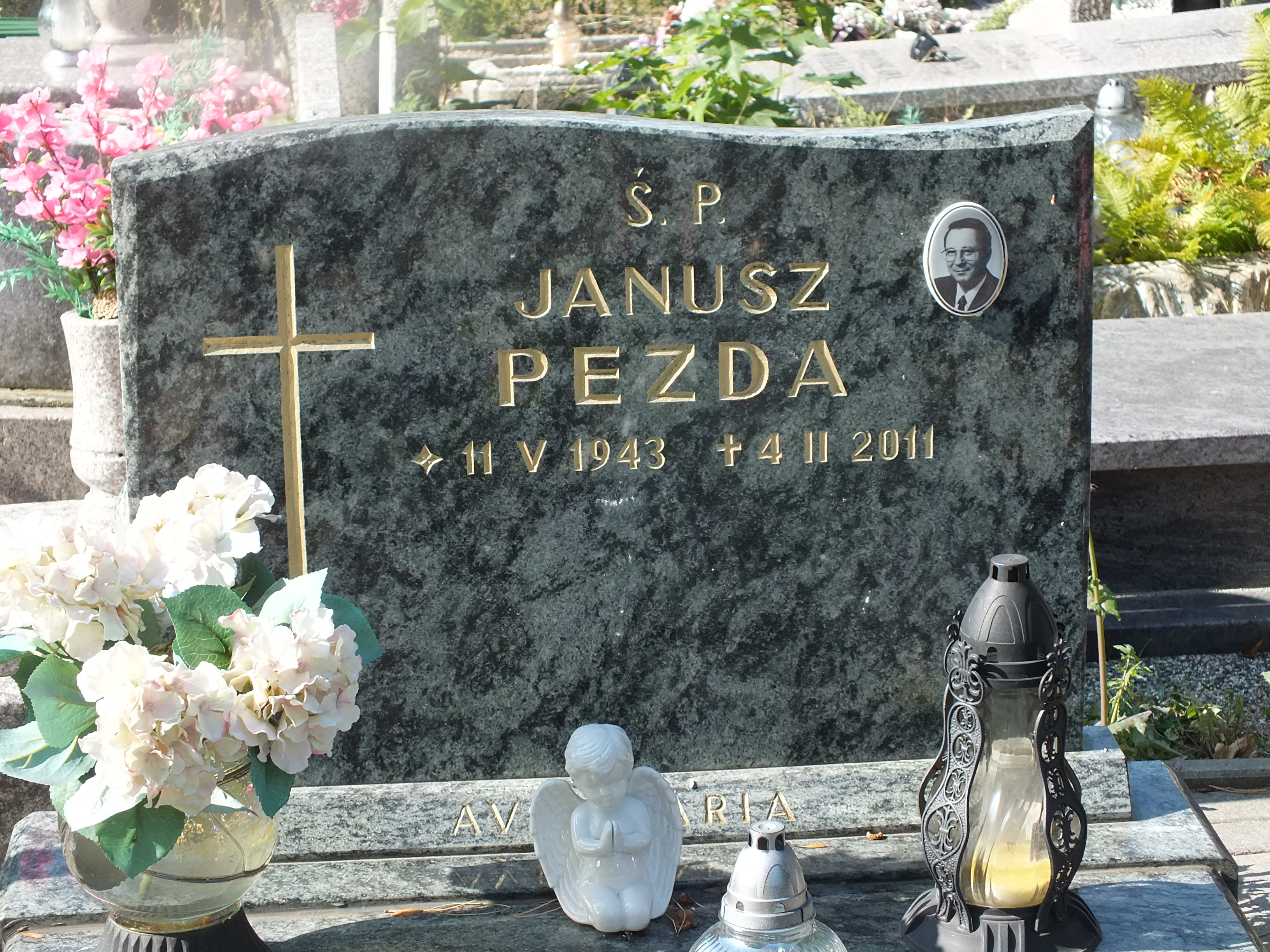
Grób Janusza Pezdy na cmentarzu w Kowarach

Janusz Władysław Pezda (ur. 11 maja 1943 w Jasieniu, zm. 4 lutego 2011 w Jeleniej Górze) – polski polityk, samorządowiec i menedżer, naczelnik Kowar, wojewoda jeleniogórski i wicemarszałek województwa dolnośląskiego.

## Życiorys
Syn leśnika Władysława Pezdy. Ukończył studia na Wydziale Budowy Maszyn Politechniki Poznańskiej. Pracował w Fabryce Dywanów „Kowary” w Kowarach, w latach 1990–1995 jako jej dyrektor. W latach 1984–1988 był naczelnikiem miasta. W latach 1995–1997 był wojewodą jeleniogórskim. Od 1998 do 2006 przed dwie kadencje sprawował mandat radnego Sejmiku Województwa Dolnośląskiego. Pełnił funkcję wiceprzewodniczącego sejmiku, a w latach 2001–2004 był wicemarszałkiem tego województwa.
W wyborach samorządowych w 2006 bez powodzenia ubiegał się o reelekcję z listy komitetu wyborczego Lewica i Demokraci.
Był członkiem Polskiej Zjednoczonej Partii Robotniczej, w 1998 wstąpił do Socjaldemokracji Rzeczypospolitej Polskiej, od 1999 należał do Sojuszu Lewicy Demokratycznej.
Był żonaty z Mirosławą, miał dwie córki; Katarzynę i Aleksandrę. Ze związku z Krystyną miał syna Michała.
Pochowany na cmentarzu w Kowarach (4/D/4).

## Odznaczenia
Odznaczony Krzyżem Kawalerskim (1997) i Oficerskim (2005) Orderu Odrodzenia Polski.